# Puerto Rico (Chiquitanía)
Puerto Rico ist eine Ortschaft im Departamento Santa Cruz im Tiefland des südamerikanischen Anden-Staates Bolivien.

## Lage im Nahraum
Puerto Rico ist drittgrößte Ortschaft im Municipio Cuatro Cañadas in der Provinz Ñuflo de Chávez. Die Gemeinde liegt auf einer Höhe von 271 m zwanzig Kilometer östlich des bolivianischen Río Grande in einer Region, die durch Erschließung und Agrarkolonisation im 20. Jahrhundert gekennzeichnet ist.

## Geographie
Puerto Rico liegt im bolivianischen Tiefland in der Region Chiquitania, einer in weiten Regionen noch wenig besiedelten Landschaft zwischen Santa Cruz und der brasilianischen Grenze. Das Klima der Region ist ein semi-humides Klima der warmen Subtropen.
Die Jahresdurchschnittstemperatur liegt bei 24 bis 25 °C, mit monatlichen Durchschnittstemperaturen zwischen knapp 27 °C im Dezember und Januar und unter 21 °C im Juni und Juli (siehe Klimadiagramm Pailón). Der Jahresniederschlag beträgt rund 950 mm, der Trockenzeit von Juli bis September steht eine ausgeprägte Feuchtezeit von November bis Februar gegenüber, in der die Monatswerte bis 140 mm erreichen.

## Verkehrsnetz
Puerto Rico liegt in einer Entfernung von 92 Straßenkilometern nordöstlich von Santa Cruz, der Hauptstadt des Departamentos.
Von Santa Cruz aus führt die asphaltierte Nationalstraße Ruta 4/Ruta 9 in östlicher Richtung über Cotoca nach Puerto Pailas, überquert den Río Grande und teilt sich vierzehn Kilometer später in Pailón. Von hier aus führt die Ruta 4 über 587 Kilometer bis Puerto Suárez an der brasilianischen Grenze, die Ruta 9 führt 1175 Kilometer nach Norden bis Guayaramerín. Puerto Rico liegt an der Ruta 9, vierzig Kilometer nördlich von Pailón und acht Kilometer südlich von Cuatro Cañadas.

## Bevölkerung
Die Einwohnerzahl der Ortschaft ist in den vergangenen beiden Jahrzehnten auf etwa das Dreifache angestiegen:
| Jahr | Einwohner | Quelle         |
| ---- | --------- | -------------- |
| 1992 | 394       | Volkszählung   |
| 2001 | 910       | Volkszählung   |
| 2012 | 1200      | (Volkszählung) |

Aufgrund der seit den 1960er Jahren durch die Politik geförderten Zuwanderung indigener Bevölkerung aus dem Altiplano weist die Region einen nicht unerheblichen Anteil an Quechua-Bevölkerung auf, im Municipio Cuatro Cañadas sprechen 35,1 Prozent der Bevölkerung Quechua.